# Trébeurden
Trébeurden (en bretó Trebeurden) és un municipi francès, situat a la regió de Bretanya, al departament de Costes del Nord. L'any 2006 tenia 3.733 habitants.

## Demografia
| 1962                                       | 1968  | 1975  | 1982  | 1990  | 1999  |
| ------------------------------------------ | ----- | ----- | ----- | ----- | ----- |
| 2.420                                      | 2.650 | 2.886 | 3.228 | 3.094 | 3.451 |
| Des de 1962: població sense dobles comptes |       |       |       |       |       |

## Administració
| Període   | Identitat         | Partit        |
| --------- | ----------------- | ------------- |
| -1993     | Alain Guennec     | PS            |
| 1993-2001 | Pierre Jagoret    | PS            |
| 2001-     | Michel Lissillour | Divers droite |